# Aktivitetsstöd
Aktivitetsstöd är en del av arbetsmarknadspolitiken i Sverige. Det utbetalas av Försäkringskassan till personer som deltar i ett arbetsmarknadspolitiskt program som man blivit anvisad till av Arbetsförmedlingen. Exempelvis om man deltar i Jobb- och utvecklingsgarantin, arbetsmarknadsutbildning, arbetspraktik, stöd till start av näringsverksamhet, arbetslivsintroduktion eller andra arbetsmarknadspolitiska program.
Aktivitetsstödet beräknas på ersättningen från a-kassan, och man får aktivitetsstödet istället för ersättningen från a-kassan. Uppfyller deltagaren inte villkoren för ersättning från a-kassa får personen aktivitetetsstöd med en lägre ersättning. De dagar en person får aktivitetsstöd räknas av från de dagar personen skulle ha fått ersättning från a-kassan. Det betyder att man kan bli utförsäkrad under tiden man har aktivitetsstöd. Då sänks nivån på aktivitetsstödet, men man har fortfarande rätt till aktivitetsstöd.
Aktivitetsstödet är skattepliktigt och pensionsgrundande, men inte semester- eller sjukpenninggrundande.

## Lagstiftning
Aktivitetsstöd lagstadgas enligt om arbetsmarknadspolitiska program och styrs från den 1 januari 2018 av Förordning (2017:819) om ersättning till deltagare i arbetsmarknadspolitiska insatser för tid innan den 1 januari 2018 gäller Förordning (1996:1100) om aktivitetsstöd.